# Kawachi ondo

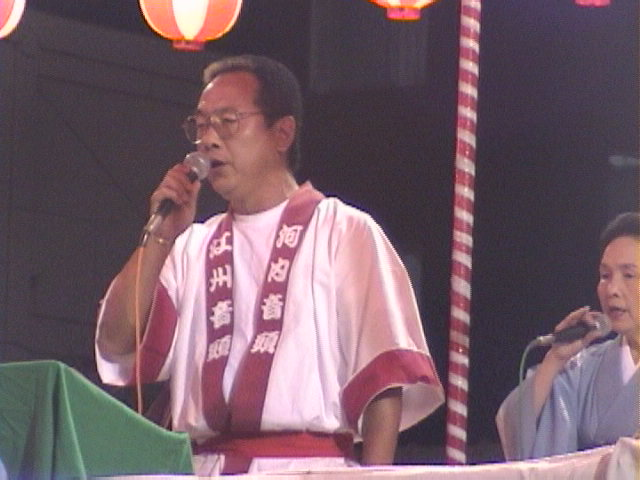
Chanteur de Bon odori: sur les pans de son happi, on peut lire "Gōshū Ondo" et "Kawachi Ondo".

Le Kawachi Ondo (河内音頭) est un genre de chanson folklorique japonaise qui provient de Yao, dans l'ancienne région de Kawachi, qui fait maintenant partie de la Préfecture d'Osaka. Ce style de chanson et de mélodie viendrait d'un autre type de chanson populaire appelé Gōshū Ondo, issu de la Préfecture de Shiga, connue auparavant sous le nom de Goshu. Le Kawachi Ondo accompagne les danses de Bon (ou Bon Odori) dans la région d'Osaka; toutefois, ce type de chanson a récemment gagné en popularité et est souvent joué lors d'autres grandes danses Bon, même à Tokyo.

## Forme
"Kawachi Ondo" est une forme fluide de musique folklorique traditionnelle. Elle a une mélodie et un refrain, mais les paroles de la chanson changent. Ce type de chanson folklorique est utilisé pour narrer des contes épiques, habituellement sur des personnages historiques, des traditions et/ou de la géographie, voire des yakuza. On peut l'utiliser pour parler de l'actualité, et les chanteurs experts sont capables d'improviser des paroles, ainsi que de chanter les mots directement à partir d'un journal. L'instrumentation du Kawachi Ondo est variable, même s'il y a toujours un taiko et un shamisen. Parfois, des instruments modernes sont utilisés dans un orchestre de Kawachi Ondo, comme des guitares électriques ou des guitares basses.

## Chanteurs
Il est considéré comme un art d'être en mesure de mettre des paroles sur une musique Kawachi Ondo. Il faut des années d'observation et d'étude pour devenir chanteur. Les chanteurs experts, ou ondotori, deviennent célèbres dans les régions du Japon où le Kawachi Ondo est appréciée. Il y a un festival appelé Kawachi Ondo Matsuri dans la ville de Yao, le lieu de naissance du Kawachi Ondo. Le festival célèbre le genre, et, pendant un énorme Bon Odori, de nombreux chanteurs viennent se produire. Le chanteur le plus célèbre de Kawachi Ondo est Kawachiya Kikusuimaru, un habitant de Yao.

## Danse
Il existe une multitude de manières de danser le Kawachi Ondo. La plus célèbre est appelée "mamekachi". La danse se fait dans le sens horaire autour du yagura, même si quelques pas vont dans la direction opposée, et elle est marquée par une succession de trois claquements avant que la séquence de danse recommence.
Il y a une autre danse appelée "teodori", littéralement, "la danse des mains." La danse teodori se fait dans le sens antihoraire autour du yagura, et les danseurs claquent des mains deux fois avant le début d'une nouvelle séquence. Souvent, les danseurs passent du mamekachi au teodori à mi-cours d'un Kawachi Ondo, car un morceau peut durer jusqu'à 30 minutes.

## Kakegoe
Kawachi Ondo a deux kakegoe, et ils sont chantés à des moments différents: "Ha enya korase, dokkoise!" et "Sorya yoi, dokoi sa, sa ne yoiya sansa!"

## Liens vers des médias
- Kawachi Ondo Recording
- Video: Kawachi Ondo Festival, Yao